# Daniel Taradash
Daniel Taradash, né le 29 janvier 1913 à Louisville (Kentucky) et mort le 22 février 2003 à Los Angeles (Californie), est un scénariste américain.

## Biographie
Il est l'auteur des scénarios de films célèbres tels que L'Ange des maudits de Fritz Lang ou Tant qu'il y aura des hommes de Fred Zinnemann (film pour lequel il remporta l'Oscar du meilleur scénario en 1953). Daniel Taradash fut président de l'Academy of Motion Picture Arts and Sciences, association professionnelle et joua un rôle actif à la Writers Guild of America (Guilde des scénaristes). Il écrivit plusieurs scénarios engagés, dont celui de Au cœur de la tempête qu'il réalisa en 1956. Ce dernier film, le seul et unique qu'il réalisera, lui vaudra les foudres du maccarthysme. Il met en scène Bette Davis dans le rôle d'une bibliothècaire qui refuse de retirer des rayons un livre évoquant le communisme.

## Filmographie

### comme scénariste
- 1939 : L'Esclave aux mains d'or (Golden boy) de Rouben Mamoulian
- 1940 : Vive le bonheur ! (A Little Bit of Heaven) d'Andrew Marton
- 1949 : Les Ruelles du malheur (Knock on Any Door) de Nicholas Ray
- 1951 : L'Ange des maudits (Rancho Notorious) de Fritz Lang
- 1952 : Troublez-moi ce soir (Don't bother to knock) de Roy Ward Baker
- 1953 : Tant qu'il y aura des hommes (From Here to Eternity, d'après la nouvelle de James Jones) de Fred Zinnemann
- 1954 : Désirée de Henry Koster
- 1955 : Picnic de Joshua Logan
- 1956 : Au cœur de la tempête (Storm center)
- 1958 : L'Adorable Voisine (Bell, Book and Candle)  de Richard Quine
- 1965 : Morituri de Bernhard Wicki
- 1966 : Hawaï de George Roy Hill
- 1969 : Un château en enfer (Castle Keep)  de Sydney Pollack
- 1971 : Femmes de médecins (Doctors' Wives) de 	George Schaefer
- 1977 : De l'autre côté de minuit (The Other side of midnight) de Charles Jarrott

### comme scénariste et réalisateur
- 1956 : Au cœur de la tempête (Storm center)